# M110狙撃銃
M110 SASS（M110 Semi Automatic Sniper System）は、アメリカのナイツアーマメント社によって開発され、アメリカ陸軍に採用されたセミオート式マークスマンライフルである。
なおアメリカ陸軍は2016年に後継のM110A1を採用しているが、M110A1はドイツのH&K社が開発した別の銃であり、M110 SASSと直接的な関連はない（後述#M110A1参照）。

## 概要
アメリカ陸軍によりM24 SWSの代替として導入された狙撃銃で、イラク戦争において市街戦が多発した結果、従来のボルトアクション方式の単射狙撃銃では命中精度は高くとも交戦距離の短い近接戦闘が多発する事態においては連射速度の遅さから、イスラム過激派や反米勢力に用いられることの多いドラグノフ半自動狙撃銃に対し不利である、とされたことから、半自動（セミオート）式の高精度自動小銃が狙撃銃として必要であるとの前線部隊からの要望により、SASS（Semi-Automatic Sniper System：半自動狙撃銃システム）の計画名で半自動方式の狙撃銃の選定が行われた。
この計画に応募するために、AR-10およびAR-15自動小銃を設計したユージン・ストーナーによって設立されたナイツアーマメント社では、自社開発のSR-25自動小銃を軍用に改修したMk.11狙撃銃を更に改修したものを開発した。XM110 SASSの仮制式番号が与えられたこのMk.11改は、作動機構はAR-10およびAR-15のものを踏襲しており、ガスピストンを用いないダイレクトインピンジメント方式のガス圧作動方式を用い、使用弾薬もAR-10と同様の7.62x51mm NATO弾を用いる。ただし、設計の過程としてはAR-10の改良型ではなく、AR-15（M16）の使用弾薬を変更して大口径化したもので、M16と60%の部品互換性がある一方、AR-10とは部品互換性がない。
XM110は2005年9月28日には最終的選考に合格し、2007年5月-6月にかけてニューヨーク州のフォートドラムにおいて第10山岳師団によって最終的な実用試験を受け、2007年にはアメリカ陸軍の「U.S. Army award as one of the "Best 10 Inventions"」を受賞している。2008年にM110 SASSとして正式に採用され、同年4月にはアフガニスタンにおいて初めて実戦で使用された。以後、2009年までに約4,400丁が導入された。
M110は米陸軍のみが採用しているが、原型であるSR-25の改良モデルであるMk.11 Mod.0をアメリカ海軍特殊部隊SEALsやアメリカ海兵隊が先に運用している。Mk.11とM110の相違点は、Mk.11はサプレッサー（サイレンサー）システムを多用する事を想定して設計された為、銃身との接触面積を増やしサプレッサー装着時にもなるべく精度を確保するようにした、より太いブルバレル専用のサプレッサーが付属していること、オプション装備を装着するためのレイルシステムの形状が設計年次の違いによりFF RASとURXで異なること、銃床が調整機能のない完全固定式であること、バックアップ用のアイアンサイト（固定式サイト）のうちフロントサイトの装備位置といった点が異なる。
また、アメリカンスナイパー等で知られる米海軍特殊部隊NAVY SEALsの狙撃手だったクリス・カイル氏の著者によると、戦地でのジャム（イラクのパウダーサンドに滅法弱く、薬室に弾が2発装填されてしまう「ダブル・フィード」が起きる）で悪名高いMk11はお気に入りではなかったようで、「他にも良いところはあるが、間違いなく気に入ることはなかった」と語っている。
M110の採用を受けて、米海軍と海兵隊では既存のMk.11のアッパーアセンブリ（銃身部および機関部）のみをM110のものに入れ替えたものをMk.11 Mod1、M110と同一仕様のものをMk.11 Mod2の名称で導入し、既存のMk.11の改修/更新用として使用している。
5.56x45mm NATO弾を使用するM16がベースとなっているため、7.62x51mm NATO弾を使用するには剛性が不足しており、寿命が短いとの評価もあり、後述のM110A1開発の理由の1つとなった。
一番の要因は中東砂漠地帯での動作不良の頻発であり、HK417ベースでジャム発生率の低いM110A1に更新されることとなった。

## 特徴

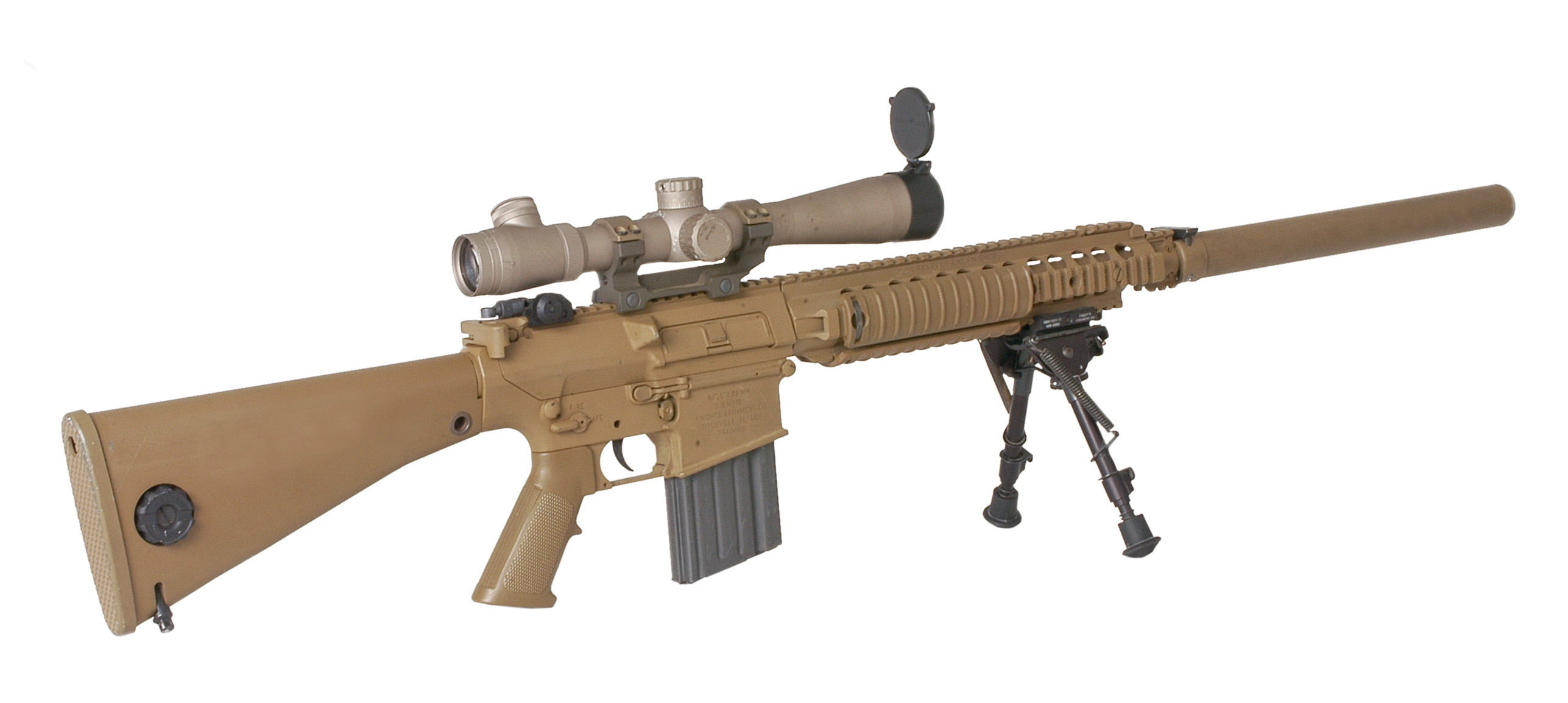
サプレッサー装着状態

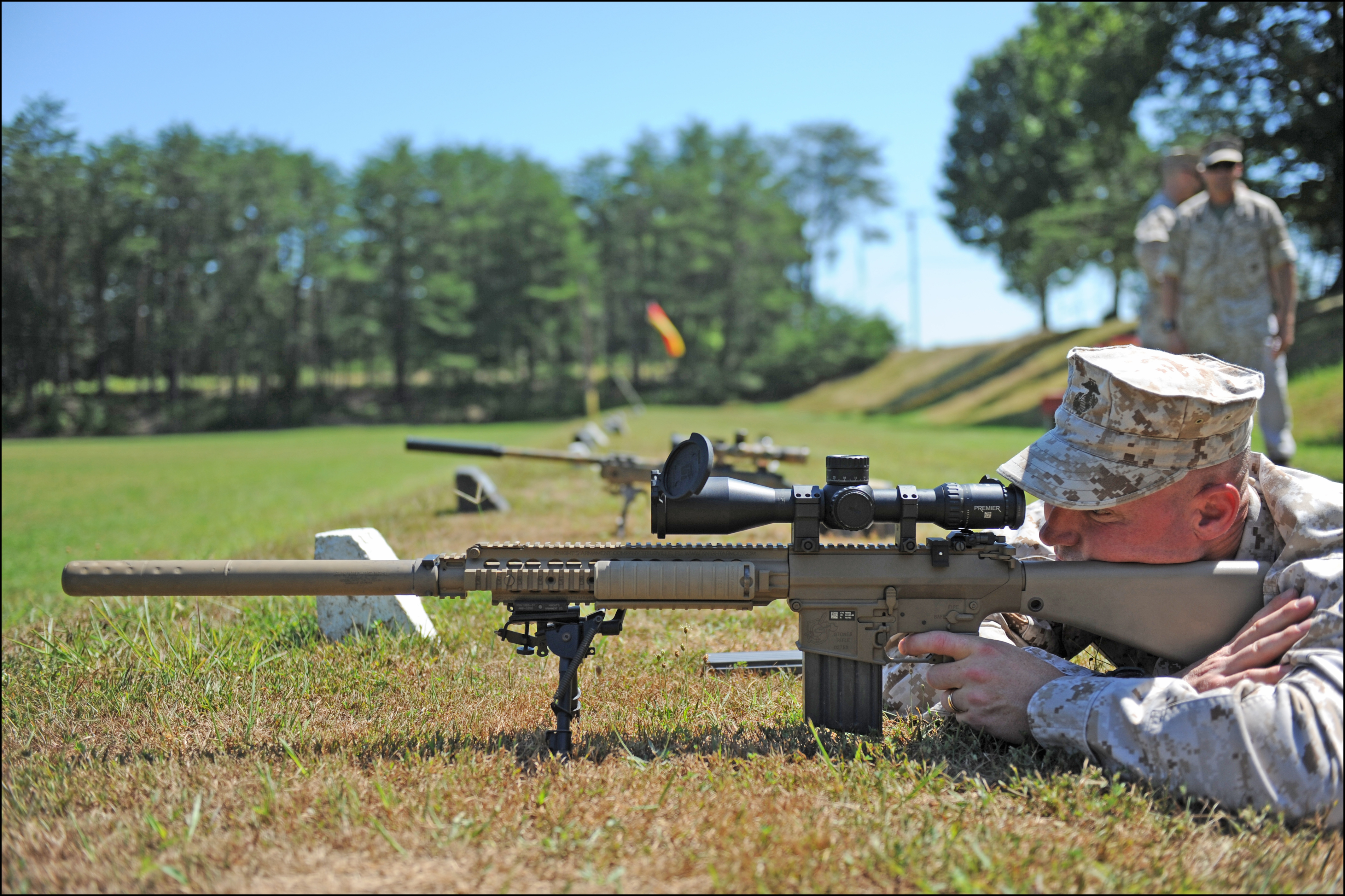
USMC sniper fires the M110 SASS in a range.

M110は基本的に原型のSR-25と同一だが、セレクター、マガジンキャッチおよびボルトリリースボタンは左右両面から操作できるものに変更されている。
銃腔内にクロムメッキの施された20インチ（508mm）長のマッチグレード（競技用規格）肉厚銃身を用い、銃身は根元の薬室接続部以外はどの部品にも接続されていないフリーフローティング方式になっており、ハンドガードもレシーバーの前部とのみ結合していてバレルとは接続されておらず、銃身に外部からの力が掛からない構造になっている。これらの特徴により、射撃精度は0.75MOA（100ヤードの距離で約0.75インチの円内に集弾）という、半自動式小銃としては極めて優秀な精度を持つ。
レシーバートップやハンドガード部にMIL-STD-1913規格の20mm ピカティニー・レールが搭載されており、各種オプションパーツがマウント可能である。原形のSR-25やMk.11 Mod0とは異なり、バレルナット部が無くなりレールシステムがバレルナットを兼ね銃身を締め込む構造に変更されたことでレールがバレルナット部分で分断されていない様に見えるナイツアーマメント社のURXに同社のFF RASから更新され、銃身がフラッシュハイダー付きの細い物に変更された事もありブルバレルのMk11より若干の軽量化をされた、ハンドガード最先端部にはURX2の特徴である折畳式のフロントサイトが格納されている。
銃床は一体型の固定式だが、バットプレート（床尾板）が調節可能になっている（調節ダイヤルは銃床右側面後部にある）。この他、ハリス社製折畳式二脚を装備する。
光学照準器は標準でLeupold 3.5-10倍可変スコープを搭載し、夜間戦闘用にはAN/PVS-26もしくはAN/PVS-10暗視装置付き光学照準器を使用する。Mk.11ではスコープマウントはマウントリングが2つある分割式だが、M110では一体型となっている。サプレッサーは直接装着式のものが用意されており、銃口部のフラッシュハイダーを取り外すことなくそのまま装着して使用できる。
なお、イラク戦争で用いるために導入されたこともあり、M110はタンカラー（ダークアース）が標準仕様となっており、タンカラー以外のカラーバリエーションはない。

## M110A1

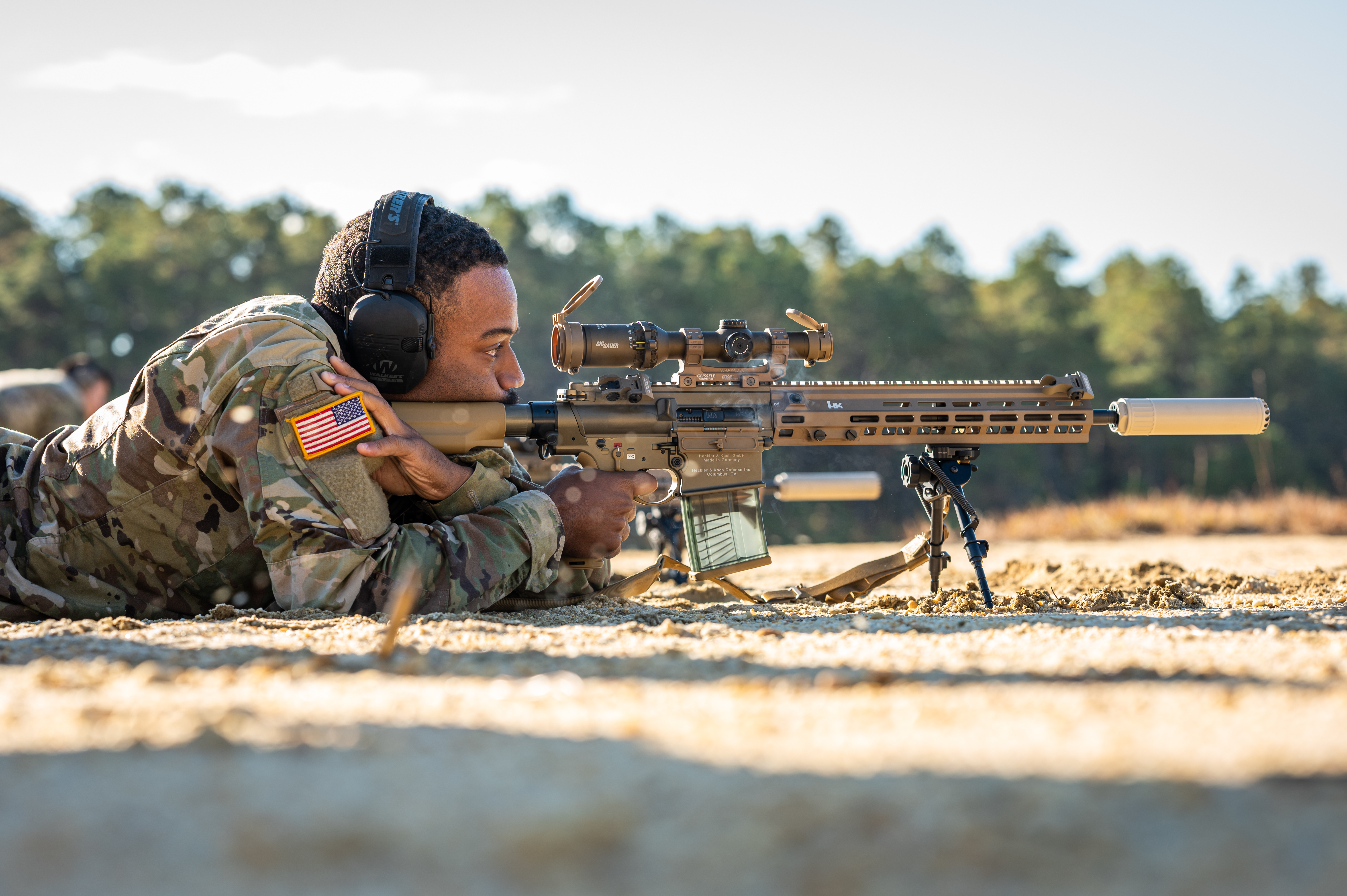
M110A1 SDMR

2011年4月、アメリカ陸軍はM110についての運用部隊の不満点を纏めたレポートと要求される改善点のリストを作成し、ナイツアーマメント社を筆頭とした各社に提示した。これによれば、現在使用中のM110はその大半に大規模なオーバーホールが必要であり、また、その修繕点はM110の構造的な問題、構成部品の耐久性や寿命が低い点に起因しており、更に、市街戦で使用するには全長と重量が過大である、とされた。
2012年7月より、米陸軍はM110の更新を図るためにCSASS（Compact Semi-Automatic Sniper System：コンパクト半自動狙撃銃システム）計画を開始し、2014年にはドイツのH&K社により開発されたマークスマンライフル、G28の改修型がG28Eの名称でCASSSの採用試験に参加するために開発され、選考の結果、2016年4月1日、採用が決定し最大3,643丁の導入が決定した。
最終的にM110A1として制式採用される段階では多くの変更が加えられた。
この更新により命中精度は0.75MOAから1.5 MOAに低下したが、ガスピストン式となった事で動作不良発生率は激減した。

## M110A2

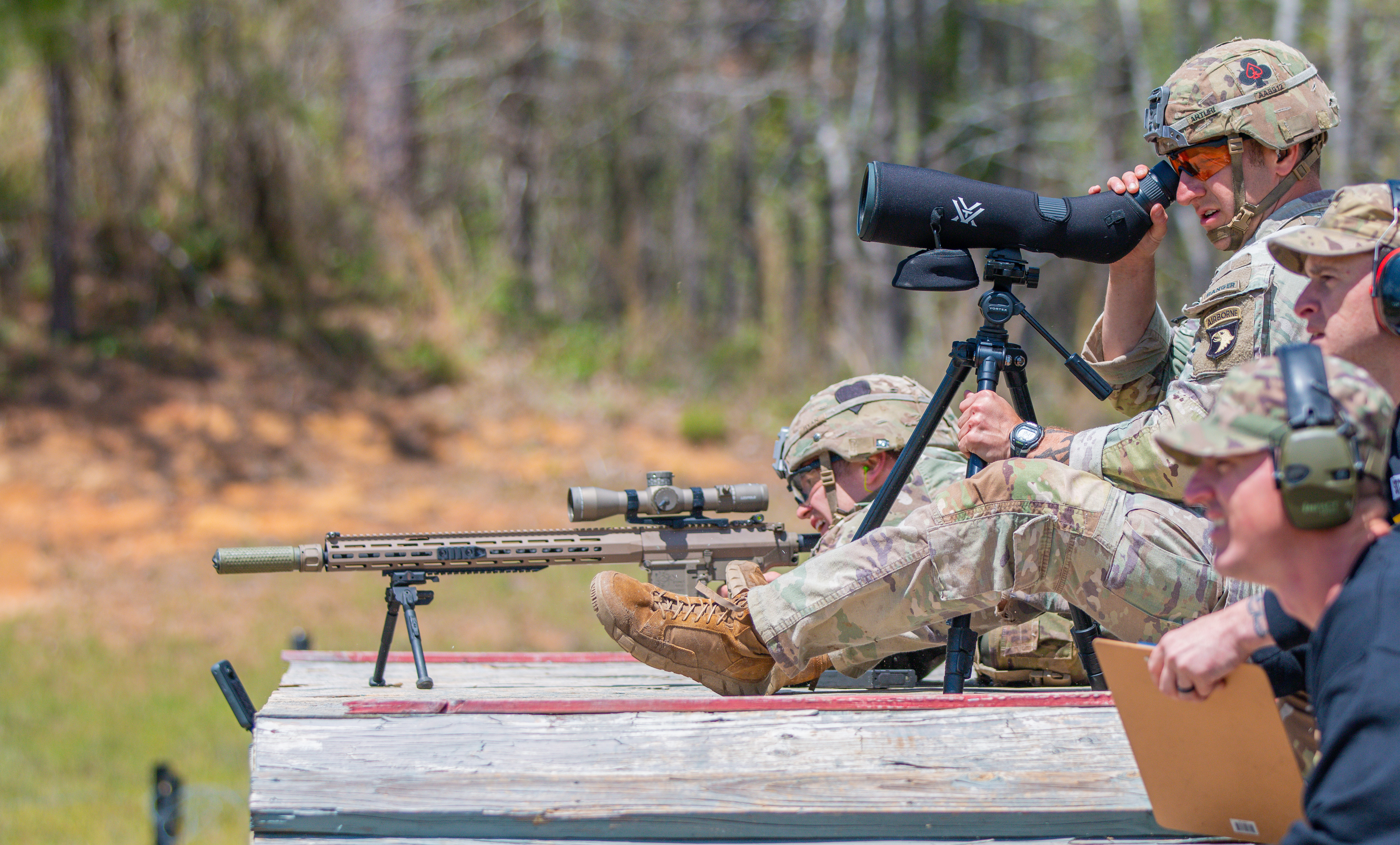
An M110A2 seen at the 2022 Best Ranger Competition

M110A2は、M110 SASSの改良版であり、M-LOKレール、改良されたガスシステム、新型サプレッサー、調整式銃床を備えている。現在までに調達されたM110A1がほとんどマークスマンライフル（SDMR）仕様であり、そのギャップを埋めるものである。
M110A2は、M110 SASSと比べ全長が短縮され重量も軽くなっており、銃床最短状態で1,010 mm、銃床最長状態で1,105 mm、弾薬未装填状態で4,76kgである。全長は短縮されたが、銃身長は508 mmのままである。
米陸軍はナイツアーマメント社と2020年に、M110 SASSを調達する1,300万ドルの5年契約を結んでいたが、2022年にM110A2も含めて調達する内容に契約変更している。
米海軍と米海兵隊は、以前はM110A1 CSASSに興味を示していたが、2021年予算でM110 SASSの改良プログラムへの投資を決定しており、数年間に渡り当該改良プログラムに支出される計画である。M110A1 CSASSと比較し当該改良プログラムが射程、威力共に優れているとの判断に基づくものである。